# Сам удома (франшиза)
«Сам удома» (англ. Home Alone) — серія з п'яти американських різдвяних сімейних комедійних фільмів, а також трьох відеоігор. Перші два фільми зняли продюсер Джон Г'юз і режисер Кріс Коламбус, третій — Раджа Госнелл, четвертий — Род Деніел, а п'ятий — Пітер Г'юїтт.
Перші два фільми, «Сам удома» і «Сам удома 2: Загублений у Нью-Йорку», розповідають про пригоди хлопчика на ім'я Кевін МакКалістер, який стикається з грабіжниками Гаррі й Марвом та протистоїть їм за допомогою різноманітних пасток. Головну роль у цих фільмах виконав Маколей Калкін, який завдяки цим ролям став надзвичайно популярним.
Третій фільм, «Сам удома 3», має схожий сюжет, але з новим головним героєм — Алексом Пруїттом (Александр Д. Лінц), який протистоїть злочинній організації, використовуючи шпигунські методи.
«Сам удома 4» — телевізійний фільм, прем'єра якого відбулася на телеканалі ABC 3 листопада 2002 року. У цьому фільмі представлено деяких персонажів із перших двох частин, зокрема Кевіна МакКалістера. Проте акторський склад було повністю змінено, а сюжетна лінія не пов'язана з подіями перших двох фільмів.
«Сам удома 5: Святкове пограбування» — другий телевізійний фільм, прем'єра якого відбулася на телеканалі ABC 25 листопада 2012 року в рамках спеціального блоку програм «Зворотний відлік». Як і «Сам удома 3», він не пов'язаний із Кевіном МакКалістером, а розповідає про пригоди десятирічного Фіна Бакстера.

## Трансляція в Україні
В Україні всі частини транслювалися щороку під час різдвяних та новорічних свят:
- на каналі «1+1»: 
  - 31 грудня 1997 року (1 частина)
  - з 31 грудня 1999 по 31 грудня 2004 року (1—2 частини)
- на «Новому каналі» з 31 грудня 2005 по 31 грудня 2009 року (1—4 частини)

- на каналі «1+1»: 
  - з 2 січня 2011 по 10 січня 2014 року (1—4 частини)
  - з 5 січня 2015 по 27 грудня 2021 року (1—5 частини)
- на каналі «1+1 Україна» з 31 грудня 2022 по 5 січня 2025 року (1—5 частини).

Усі частини транслювалися з українським двоголосим закадровим озвученням перших чотирьох частин та з повним українським дубляжем п'ятої частини.
Третя частина транслювалася з російським багатоголосим закадровим озвученням на «Новому каналі» 24 грудня 2000 року.

## Фільми

### Сам удома(1990)
Фільм режисера Кріса Коламбуса за сценарієм Джона Г'юза. Маколей Калкін виконав роль головного героя 8-річного Кевіна МакКалістера, якого родина випадково забула вдома під час поїздки до Парижа на різдвяні канікули. Спочатку Кевін насолоджується самотністю, але невдовзі йому доводиться зустрітися з двома грабіжниками, ролі яких виконали Джо Пеші та Деніел Стерн. Хлопчик мужньо протистояв їм, вигадуючи різні способи захисту будинку. Також у стрічці задіяні такі відомі актори, як Джон Герд, Кетрін О'Гара та інші.

### Сам удома 2: Загублений у Нью-Йорку(1992)
Продовження фільму «Сам удома». Сім'я МакКалістерів летить у відпустку до Флориди, а Кевін МакКалістер через помилку в аеропорту сідає на інший літак та летить до Нью-Йорка. Там він заселяється в одному з найдорожчих готелів міста, використовуючи кредитну картку батька. Декілька днів Кевіну вдається вести "доросле" життя, замовляючи собі піцу та дивлячись досхочу телевізор, але невдовзі шахрайство Кевіна викривається, і йому доводиться тікати від персоналу готелю.
Водночас грабіжники з попереднього фільму тікають із в'язниці та переховуються в Нью-Йорку. Вони вирішують пограбувати магазин іграшок, який має віддати значну суму грошей на благодійність. Кевін стає випадковим свідком цього плану та вирішує завадити нахабству злочинців. Для втілення свого задуму Кевін використовує будинок свого дядька, що стоїть зачинений для реконструкції.

### Сам удома 3(1997)
Американська кінокомедія режисера Раджі Госнелла і третій фільм франшизи «Сам удома». Це не пряме продовження перших двох фільмів, а окрема історія з новими персонажами. Події відбуваються вже після Різдва. «Сам удома 3» майже не використовує теми своїх попередників. Це режисерський дебют Раджі Госнелла, який був монтажером попередніх двох частин.

### Сам удома 4(2002)
Сімейний фільм 2002 року, різдвяна комедія. Фільм продовжує історію Кевіна МакКалістера з перших двох фільмів (хоча оригінальний акторський склад не був залучений). Це перший фільм, прем'єра якого відбулася на телебаченні (3 листопада 2002 року на каналі ABC).

### Сам удома 5: Святкове пограбування(2012)
Сімейний фільм, прем'єра якого відбулася на каналі ABC Family 25 листопада 2012 року. Картину не випустили в широкий прокат, як попередні частини. Це другий фільм після «Сам удома 3», який ігнорує історію перших двох фільмів з Маколеєм Калкіном, та другий, прем'єра якого відбулася на телебаченні.

### Вебсеріал
У грудні 2015 року Маколей Калкін зіграв роль дорослого Кевіна МакКалістера. У першому епізоді вебсеріалу музиканта й сценариста Джека Дишела «DRYVRS», схвильований Кевін розповідає про свої переживання, коли його забули батьки. Він брутально переказує події фільмів «Сам удома» і «Сам удома 2: Загублений у Нью-Йорку».

### Короткометражні фільми
У відповідь на відео Калкіна актор Деніел Стерн з'явився у короткому відео, опублікованому 24 грудня 2015 року на сайті Reddit. Там він повторив роль грабіжника Марва, який благає свого напарника Гаррі повернутися, щоб допомогти захиститися від пасток Кевіна.
19 грудня 2018 року для Google Assistant знято короткометражний рекламний фільм, у якому Маколей Калкін знову зіграв Кевіна МакКалістера. У рекламі відтворено сцени з оригінального фільму 1990 року, що зробило ролик вірусним. Ральф Фуді та Джо Пеші переграли свої ролі з фільму «Сам удома» за допомогою архівних кадрів та аудіо.

## Акторський склад
| Персонажі                | Фільми і роки їхнього виходу | Фільми і роки їхнього виходу        | Фільми і роки їхнього виходу | Фільми і роки їхнього виходу | Фільми і роки їхнього виходу       | Фільми і роки їхнього виходу |
| Персонажі                | Сам удома                    | Сам удома 2: Загублений у Нью-Йорку | Сам удома 3                  | Сам удома 4                  | Сам удома 5: Святкове пограбування |                              |
| Персонажі                | 1990                         | 1992                                | 1997                         | 2002                         | 2012                               |                              |
| ------------------------ | ---------------------------- | ----------------------------------- | ---------------------------- | ---------------------------- | ---------------------------------- | ---------------------------- |
| Кевін МакКалістер        | Маколей Калкін               | Маколей Калкін                      |                              | Майк Вінберг                 |                                    |                              |
| Гаррі Лайм               | Джо Пеші                     | Джо Пеші                            |                              |                              |                                    |                              |
| Марв Мерчантс            | Деніел Стерн                 | Деніел Стерн                        |                              | Френч Стюарт                 |                                    |                              |
| Кейт МакКалістер         | Кетрін О'Гара                | Кетрін О'Гара                       |                              | Клер Кері                    |                                    |                              |
| Пітер МакКалістер        | Джон Герд                    | Джон Герд                           |                              | Джейсон Бех                  |                                    |                              |
| Базз МакКалістер         | Девін Ретрей                 | Девін Ретрей                        |                              | Гід                          |                                    |                              |
| Меґан МакКалістер        | Гілларі Вульф                | Гілларі Вульф                       |                              | Челсі Рассо                  |                                    |                              |
| Лінні МакКалістер        | Анджела Геталс               | Морін Елізабет Шей                  |                              |                              |                                    |                              |
| Джефф МакКалістер        | Майк Маронна                 | Майк Маронна                        |                              |                              |                                    |                              |
| Дядько Френк МакКалістер | Джеррі Бамман                | Джеррі Бамман                       |                              |                              |                                    |                              |
| Фуллер МакКалістер       | Кіран Калкін                 | Кіран Калкін                        |                              |                              |                                    |                              |
| Рід МакКалістер          | Джедідая Коен                | Джедідая Коен                       |                              |                              |                                    |                              |
| Лесля МакКалістер        | Террі Снелл                  | Террі Снелл                         |                              |                              |                                    |                              |
| Трейсі МакКалістер       | Сента Мозес                  | Сента Мозес                         |                              |                              |                                    |                              |
| Сондра МакКалістер       | Даяна Кампеану               | Даяна Кампеану                      |                              |                              |                                    |                              |
| Брук МакКалістер         | Анна Слоткі                  | Анна Слоткі                         |                              |                              |                                    |                              |
| Гезер МакКалістер        | Крістін Мінтер               |                                     |                              |                              |                                    |                              |
| Марлі                    | Робертс Блоссом              |                                     |                              |                              |                                    |                              |
| Гас Полінські            | Джон Кенді                   |                                     |                              |                              |                                    |                              |
| Ларрі Бальзак            | Генкін Ларрі                 |                                     |                              |                              |                                    |                              |
| Годувальниця птахів      |                              | Бренда Фрікер                       |                              |                              |                                    |                              |
| Містер Гектор            |                              | Тім Каррі                           |                              |                              |                                    |                              |
| Седрік                   |                              | Роб Шнайдер                         |                              |                              |                                    |                              |
| Містер Данкан            |                              | Едді Брекен                         |                              |                              |                                    |                              |
| Алекс Прюїт              |                              |                                     | Алекс Д. Лінц                |                              |                                    |                              |
| Карен Прюїт              |                              |                                     | Гевіланд Морріс              |                              |                                    |                              |
| Джек Прюїт               |                              |                                     | Кевін Кілнер                 |                              |                                    |                              |
| Стен Прюїт               |                              |                                     | Сет Сміт                     |                              |                                    |                              |
| Моллі Прюїт              |                              |                                     | Скарлетт Йоганссон           |                              |                                    |                              |
| Пітер Бопре              |                              |                                     | Олек Крупа                   |                              |                                    |                              |
| Еліс Ріббонс             |                              |                                     | Ріа Кілстедт                 |                              |                                    |                              |
| Бертон Джерніган         |                              |                                     | Долен Лення                  |                              |                                    |                              |
| Ерл Ангер                |                              |                                     | Девід                        |                              |                                    |                              |
| Місіс Гесс               |                              |                                     | Меріен Селдес                |                              |                                    |                              |
| Містер Прескотт          |                              |                                     |                              | Ерік Аварі                   |                                    |                              |
| Моллі Мерчантс           |                              |                                     |                              | Барбара Бебкок               |                                    |                              |
| Віра Мерчантс            |                              |                                     |                              | Міссі Пайл                   |                                    |                              |
| Наталі                   |                              |                                     |                              | Джоанна Гоінг                |                                    |                              |
| Фін Бакстер              |                              |                                     |                              |                              | Крістіан Мартін                    |                              |
| Алексіс                  |                              |                                     |                              |                              | Джодель Ферланд                    |                              |
| Кетрін Бакстер           |                              |                                     |                              |                              | Еллі Гарві                         |                              |
| Кертіс Бакстер           |                              |                                     |                              |                              | Даг Мюррей                         |                              |
| Сінклер                  |                              |                                     |                              |                              | Малкольм Макдауелл                 |                              |
| Джессіка                 |                              |                                     |                              |                              | Дебі Мейзар                        |                              |
| Містер Г'юз              |                              |                                     |                              |                              | Едді Стіплз                        |                              |
| Мейсон                   |                              |                                     |                              |                              | Пітер ДаКуна                       |                              |
| Містер Карсон            |                              |                                     |                              |                              | Едвард Аснер                       |                              |
| Саймон Гасслер           |                              |                                     |                              |                              | Білл Тернбулл                      |                              |

| Ролі        | Сам удома            | Сам удома 2: Загублений у Нью-Йорку | Сам удома 3                   | Сам удома 4                                                                                  | Сам удома 5: Святкове пограбування                                                           |
| Ролі        | 1990                 | 1992                                | 1997                          | 2002                                                                                         | 2012                                                                                         |
| ----------- | -------------------- | ----------------------------------- | ----------------------------- | -------------------------------------------------------------------------------------------- | -------------------------------------------------------------------------------------------- |
| Режисер     | Кріс Коламбус        | Кріс Коламбус                       | Раджа Госнелл                 | Рід Деніел                                                                                   | Пітер Г'юітт                                                                                 |
| Продюсер    | Джон Г'юз            | Джон Г'юз                           | Джон Г'юз,                    | Мітч Енджел                                                                                  | Кім Тодд                                                                                     |
| Сценарій    | Джон Г'юз            | Джон Г'юз                           | Джон Г'юз                     | Дебра Френк, Стів Л. Гейс                                                                    | Вейд Макінтайр, Аарон Гінсбург                                                               |
| Композитор  | Джон Вільямс         | Джон Вільямс                        | Нік Гленней-Сміт              | Тедді Кастелуччі                                                                             | Девід Кітай                                                                                  |
| Монтаж      | Раджа Госнелл        | Раджа Госнелл                       | Брюс, Грін Малькольм Кемпбелл | Майкл А. Стівенсон, Джон Конільо                                                             | Джон Конільо                                                                                 |
| Оператор    | Хуліо Макат          | Хуліо Макат                         | Хуліо Макат                   | Пітер Бенісон                                                                                | Пітер Бенісон                                                                                |
| Виробництво | Hughes Entertainment | Hughes Entertainment                | Hughes Entertainment          | Fox Television, StudiosDisney-ABC Domestic TelevisionABC Family/Freeform (The Holiday Heist) | Fox Television, StudiosDisney-ABC Domestic TelevisionABC Family/Freeform (The Holiday Heist) |
| Дистрибуція | 20th Century Fox     | 20th Century Fox                    | 20th Century Fox              | 20th Television[en]                                                                          | Fox 21 Television Studios[en]                                                                |
| Тривалість  | 102 хв               | 120 хв                              | 102 хв                        | 84 хв                                                                                        | 90 хв                                                                                        |
| Дата релізу | 16 листопада, 1990   | 20 листопада, 1992                  | 12 грудня, 1997               | 3 листопада, 2002                                                                            | 25 листопада, 2012                                                                           |

## Реліз

### Касові збори
| Фільм                               | Дата виходу       | Збори        | Збори        | Збори        | Бюджет        | Джерела     |
| Фільм                               | Дата виходу       | США          | Інші країни  | Весь світ    | Бюджет        | Джерела     |
| ----------------------------------- | ----------------- | ------------ | ------------ | ------------ | ------------- | ----------- |
| Сам удома                           | 16 листопада 1990 | $285 761 243 | $190 923 432 | $476,684,675 | $18 мільйонів | [ 7 ]       |
| Сам удома 2: Загублений у Нью-Йорку | 20 листопада 1992 | $173 585 516 | $185 409 334 | $358,994,850 | $20 мільйонів | [ 8 ] [ 9 ] |
| Сам удома 3                         | 12 грудня 1997    | $30 882 515  | $48 200 000  | $79,082,515  | $32 мільйонів | [ 10 ]      |
| Всього                              | Всього            | $490 229 274 | $424 532 766 | $914 762 040 | $70 мільйонів | —           |

Усі дані актуальні на 6 січня 2019 року.
| Фільм                               | Rotten Tomatoes            | Metacritic      | CinemaScore | IMDb   |
| ----------------------------------- | -------------------------- | --------------- | ----------- | ------ |
| Сам удома                           | 64 %, 5.6/10 (53 рецензії) | 63 (9 рецензій) | A           | 7.5/10 |
| Сам удома 2: Загублений у Нью-Йорку | 28 %, 3.7/10 (29 рецензій) |                 | A-          | 6.7/10 |
| Сам удома 3                         | 30 %, 4.4/10 (23 рецензії) |                 | B+          | 4.4/10 |
| Сам удома 4                         | [ 19 ]                     |                 |             | 2.5/10 |
| Сам удома 5: Святкове пограбування  | [ 21 ]                     |                 |             | 3.6/10 |

## Відеоігри
- Home Alone (1991)
- Home Alone 2: Lost in New York (1992)
- Home Alone (2006)